# William S. McArthur
William Surles „Bill“ McArthur, Jr. (* 26. Juli 1951 in Laurinburg, North Carolina, USA) ist ein ehemaliger US-amerikanischer Astronaut.

## Leben
McArthur schloss 1969 die High School ab und studierte anschließend Angewandte Naturwissenschaften und Ingenieurwesen an der United States Military Academy in West Point. Nach seinem Bachelor-Examen im Sommer 1973 diente er zwei Jahre auf dem Army-Stützpunkt Fort Bragg.
1975 erhielt McArthur auf der Army Aviation Flight School eine Pilotenausbildung, die er im Juni 1976 als Klassenbester abschloss. Die nächsten zwei Jahre gehörte er der 2. Infanteriedivision in Südkorea an und diente als Leiter eines Luftaufklärungsgeschwaders sowie als Flug-Brigadekommandeur. 1978 kehrte er in seine Heimat zurück und kam zu einem Bataillon in Georgia. Dort führte er ein Platoon an und war Einsatzoffizier.
Anschließend schrieb William McArthur sich am Georgia Institute of Technology ein und studierte Luft- und Raumfahrttechnik. 1983 erwarb er einen Master und ging als Assistenzprofessor nach West Point zurück. Drei Jahre lehrte er am Department of Mechanics der United States Military Academy, bevor er nach Maryland ging. Am Marinestützpunkt Patuxent River wurde er an der United States Naval Test Pilot School zum Testpiloten ausgebildet.
Unmittelbar nach seiner Testpilotenlizenz fand McArthur im August 1987 eine Anstellung bei der NASA. Er arbeitete als Testingenieur am Johnson Space Center (JSC) für die Start- und Landephasen des Space Shuttles.
Nach seinem Ausscheiden aus dem Astronautenkader arbeitet er am JSC als Direktor für Sicherheit und Missionsversicherung, bis er die NASA am 24. Juni 2017 verließ.

## Astronautentätigkeit
Im Januar 1990 wurde McArthur von der NASA als Astronautenkandidat ausgewählt und schloss im Juli 1991 die einjährige Ausbildung zum Missionsspezialisten ab. Sein erster Flug fand 1993 statt, als er an der Mission STS-58 teilnahm. Danach nahm er noch an den Missionen STS-74 im Jahr 1995 und STS-92 im Jahr 2000 teil.
Am 1. Oktober 2005 startete er mit Sojus TMA-7 zur Internationalen Raumstation, wo er im Rahmen der Expedition 12 187 Tage verbrachte.